# Anguloa hohenlohii
Anguloa hohenlohii är en orkidéart som beskrevs av Charles Morren. Anguloa hohenlohii ingår i släktet Anguloa och familjen orkidéer.

## Underarter
Arten delas in i följande underarter:
- A. h. hohenlohii
- A. h. macroglossa